# Tính trung lập Internet

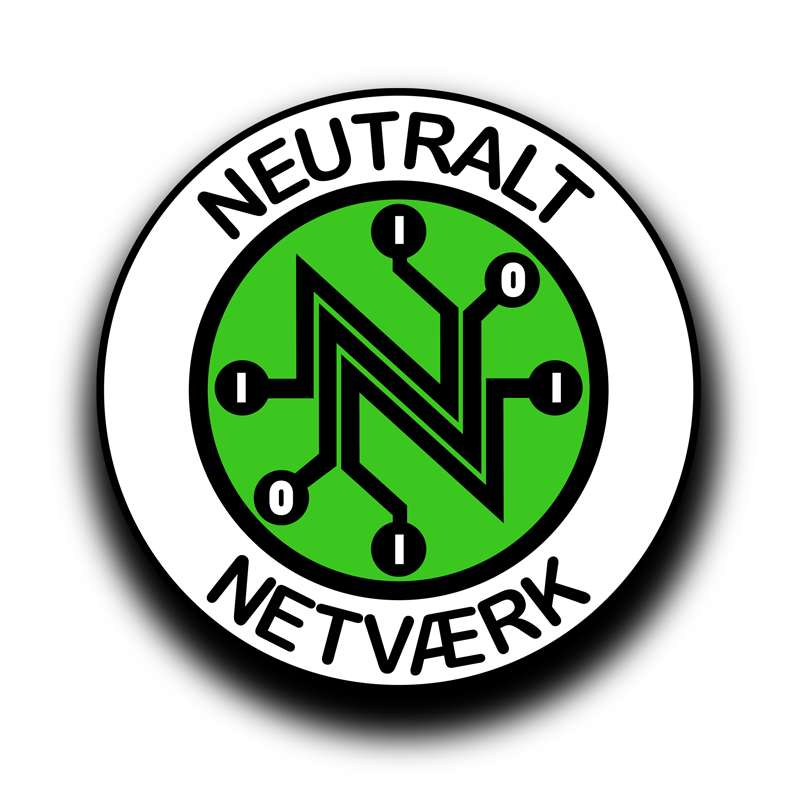
Tính trung lập Internet

Tính trung lập Internet là nguyên tắc theo đó các nhà cung cấp dịch vụ Internet phải đối xử với tất cả các loại dữ liệu trên mạng bình đẳng, không phân biệt theo người dùng, nội dung, trang web hay nền tảng, ứng dụng, loại thiết bị gắn nối hoặc phương pháp truyền thông. Ví dụ, theo các nguyên tắc này, các nhà cung cấp dịch vụ internet không thể cố ý ngăn chặn, làm chậm hoặc tính tiền cho các trang web và nội dung trực tuyến cụ thể.Thuật ngữ này được đặt ra bởi giáo sư luật phương tiện truyền thông Đại học Columbia Tim Wu trong năm 2003, như một phần mở rộng của khái niệm có từ lâu của việc truyền sóng chung của các hệ thống điện thoại..
Ví dụ về các hành vi vi phạm tính trung lập net bao gồm khi các nhà cung cấp dịch vụ Internet Comcast cố ý chậm lại truyền thông mạng ngang hàng. Năm 2007, một công ty khác đã sử dụng kiểm tra gói tin sâu để phân biệt đối xử chống lại mạng ngang hàng, giao thức truyền tập tin, và trò chơi trực tuyến, khi tiến hành một hệ thống thanh toán điện thoại di động theo cách cước phí thu thêm, các dịch vụ giá trị gia tăng tự do viễn thông, và bundling.